# Александровский сельсовет (Мелеузовский район)
Александровский сельсовет — муниципальное образование в Мелеузовском районе Башкортостана.
Административный центр — село Александровка.

## История
Согласно Закону о границах, статусе и административных центрах муниципальных образований в Республике Башкортостан имеет статус сельского поселения.

## Население
| 2002 | 2009  | 2010 | 2012 | 2013 | 2014 | 2015 |
| ---- | ----- | ---- | ---- | ---- | ---- | ---- |
| 994  | ↗1040 | ↘813 | ↘807 | ↘804 | ↘768 | ↘750 |
| 2016 | 2017  | 2018 |      |      |      |      |
| ↗751 | ↗765  | ↘747 |      |      |      |      |

## Состав сельского поселения
| № | Населённый пункт | Тип населённого пункта       | Население |
| - | ---------------- | ---------------------------- | --------- |
| 1 | Александровка    | село, административный центр | ↘520      |
| 2 | Хлебодаровка     | село                         | ↘253      |
| 3 | Андреевский      | хутор                        | ↗26       |
| 4 | Петровский       | хутор                        | ↗14       |